# Natalja Karamczakowa
Natalja Aleksiejewna Karamczakowa (ros. Наталья Алексеевна Карамчакова, ur. 7 maja 1975) – rosyjska zapaśniczka walcząca w stylu wolnym. Wicemistrzyni świata w 2003, a piąta w 1999 i 2001. Mistrzyni Europy z 2003, a brązowa medalistka z 2004. Trzecia w Pucharze Świata w 2002 i 2004; piąta w 2006 i 2007 i szósta w 2001. Wicemistrzyni świata juniorów w 1993 roku.
Mistrzyni Rosji w 1996, 2001 i 2003 roku.
W 2007 przyłapana na stosowaniu dopingu, metabolitu metandienonu. Została zdyskwalifikowana na dwa lata i zakończyła karierę sportową
Jej siostry, Lidija, Tatiana i Inga były również zapaśniczkami.